# Gelis shawidaani
Gelis shawidaani là một loài tò vò trong họ Ichneumonidae.